# Гази Юрт
Гази Юрт (на руски: Гази-Юрт, на ингушки: Гӏа́зи-Коа) е село в югозападна Русия, част от Назрански район на Ингушетия. Населението му е около 2 000 души (2020).
Разположено е на 501 метра надморска височина в долината на река Сунжа, на 6 километра северозападно от Назран и на 10 километра северно от Магас. В селището са открити останки от средновековни укрепления от епохата на Алания.

## Известни личности
Починали в Гази Юрт
- Наталия Естемирова (1958-2009), общественичка